# Chrostobapta insulata
Chrostobapta insulata là một loài bướm đêm trong họ Geometridae.